# Veronica Zorzi
Veronica Zorzi (Verona, 20 oktober 1980) is een Italiaanse golfprofessional.

## Professional
Zorzi werd op 10 oktober 2000 professional, net voor haar 20ste verjaardag. Een jaar later speelde zij op de Ladies European Tour (LET). In 2005 behaalde zij in Frankrijk haar eerste overwinning. In 2006 won zij wederom het  Vediorbis Open de France Dames en eindigde zij op de 7de plaats van de Henderson Money List.

### Gewonnen
- 2005:  Vediorbis Open de France Dames[2]
- 2006:  Vediorbis Open de France Dames[2]

- Lijst van golfers uit Italië